# Pantheon of the Nightside Gods
Pantheon of the Nightside Gods è l'album d'esordio del gruppo musicale finlandese Belzebubs, pubblicato il 26 aprile 2019.

## Descrizione
Il disco rappresenta il debutto musicale del progetto musicale Belzebubs, creato dal fumettista finlandese JP Ahonen e già protagonista delle strisce a fumetti omonime, edite in italiano da Edizioni BD.
Mentre i testi e le musiche sono state scritte da JP Ahonen stesso, l'identità dei musicisti che hanno suonato in questo album è attualmente ignota, ma pare che alla voce ci sia il leader degli Insomnium Niilo Sevänen.

## Tracce
Testi e musiche di JP Ahonen.
1. Cathedrals of Mourning – 6:18
2. The Faustian Alchemist – 4:14
3. Blackened Call – 3:45
4. Acheron – 7:32
5. Nam Gloria Lucifer – 4:29
6. The Crowned Daughters – 5:11
7. Dark Mother – 9:15
8. The Werewolf Bride – 4:08
9. Pantheon of the Nightside Gods – 8:54
10. Nuns in the Purgatory – 3:14
11. Maleficarum – 4:39